# Пинокио: Истинска история
„Пинокио: Истинска история“ (на руски: Пиноккио. Правдивая история) е руска компютърна анимация от 2022 година на режисьора Василий Ровенский, който е съсценарист със Вадим Свешников и Максим Свешников. Музиката е композирана от Антон Гризлов. Филмът е вдъхновен от приказката „Пинокио“ на Карло Колоди.
В България филмът е пуснат по кината на 6 май 2022 г. от „Би Ти Ви Студиос“.